# Scytodes quattuordecemmaculata
Scytodes quattuordecemmaculata är en spindelart som beskrevs av Embrik Strand 1907. Scytodes quattuordecemmaculata ingår i släktet Scytodes och familjen spottspindlar. Utöver nominatformen finns också underarten S. q. clarior.